# Црква Светог Спаса у Кучевишту
Црква Светог Спаса у Кучевишту је српска средњовековна православна црква која се налази у Кучевишту, на падинама Скопске Црне Горе. Посвећена је Ваведењу Пресвете Богородице, али је позната као црква Светог Спаса јер слави Спасовдан.

## Историја
Година 1348. је сматрана за одлучујући датум у погледу настанка цркве. Тада је цар Душан, уз пристанак жупана Радослава, приложио цркву манастиру Светих арханђела код Призрена. Међутим, каснија проучавања су пружила поузданије податке о времену настанка цркве. Према њима она је настала у периоду између 1332. и 1337. године. У унутрашњости су насликани у природној величини, обучени у богато украшеној властелинској одећи жупан Радослав и његова жена Владислава, а поред њих су портрети цара Душана, његове жене Јелене и сина Уроша. У горњем делу цркве је за време Османлија 1501. године изграђена скривена капела посвећена Светом Николи. Капела је у ствари била црква у цркви, са тајним унутрашњим степеницама. Пошто у њој није било места за све вернике, на богослужбу су углавном долазили кметови, учитењи и виђенији људи Кучевишта. Она је била толико добро сакривена, да је Турци за време своје владавине нису открили. Храм је поново живописан 1874. године, када је настала фреска Светог Милоша Обилића, коју су насликали мијачки зографи. Некадашње унутрашње степенице више не постоје, али су сељани направили нове спољашње пошто капела више није тајна. Црква је 1956. и 1957. рестауирана, да би 1984. страдала због пожара, када је поред припрате, изгорела врло богата архива са матичним књигама изузетног значаја.

## Архитектура
Раван фасаде има два украсна лука и један на чеоној страни бочног крака крста. Зидање је изведено у сиги, опеци и малтеру, а спорадично се јављају комади камена. Блокови сиге су постављени у хоризонталним редовима између којих су појасеви са опеком и спојницама малтера. У доњој зони блокови су већи, посебно у првих пет редова и неједнаке величине. Оригинални прозорски оквири нису сачувани. У централном луку отвор узан, неправилних ивица , испуњен је комадима опеке. У источном луку данашњи отвор је померен удесно од осовине лука, а испод њега се назиру два комада вертикално постављене сиге, који су највероватније делови допрозорника првобитног отвора. Припрата је дозидана уз наос цркве, што се јасно опажа по спојници између две суседне површине зида. Првобитни зид сачуван је до висине темена спољног лука западног лука на северном зиду цркве. Начин зидања овде је слободнији, комади сиге постављени су без посебног реда.
Петострана површина зида апсиде има украсне нише чија је средина удубљена у правилном лучном профилу, а на бочним зидовима, лево и десно, налазе се украсни лукови исте висине. На источној старни апсиде је прозорски отвор постављен целом ширином украсног лука. Калоте украсних ниша на апсиди рађене су од сиге, југоисточна је од опеке и малтера, мада је то каснија интервенција. Зидање фасадне површине је врло правилно. Редови сиге смењују се у правилном ритму са редовима опеке и малтера са добро извученим спојницама, али су одступања у самим редовима опеке уочљива. Украсни лукови на бочним зидовима су урађени брижљивије на јужној страни, са већом употребом појасева опеке и спојница од малтера. Раван фасаде изнад полукружних ниша нешто је увучена у односу на раван фасаде доње зоне. Дограђени трем уз фасаду цркве отежава сагледавање њене површине у целости. Приземље трема својом висином одговара висини јужног портала цркве. Греде његовог крова се ослањају на дрвену конструкцију одмакнуту од зида цркве који се у приземљу може сагледати у доњој зони, односно до површина прекривених фрескама. Видљиви део фасаде дозидане припрате јасно је одељен од фасаде наоса цркве. У поређењу са северном страном, овде је зидање правилније, комади сиге боље клесани, хоризонтални релови сиге одељени су уским тракама опеке која се јавља и између комада сиге постављених по вертикали. Друга зона фасаде видљива је са спрата трема. Једина површина непокривена фрескама је горњи део источне нише са уским отвором и оквирним луцима. Најбоље је очуван горњи део фасаде изнад лунете портала, као и нешто мање делови зида западно и источно од ње.
Основа грађевине у целини (наос и припрата) постављена је правилно у геометријском смислу. Једнаке су северна и јужна страна у укупним дужинама, 1.420 цм. Потпуно су једнаке дужина цркве 925 цм, а незнатно је одступање код мера бочних страна припрате 492 према 498 цм. Симетричан је ритам основних дужинских мера на фасадама цркве. Положај и величина украсних ниша на бочним фасадама пројектовани су у складу са основном структуром грађевине.

### Капела Светог Николе
У горњој половини ђаконикона образована је капела. Тачно по средини висине у зид су укопане талпе попречно. Само је уз западни зид остављен слободан простор са 30 цм ширине за провлачење у горњу просторију. У источном зиду горње просторије изграђена је правоугаона ниша у којој је насликано попрсје Светог Николе. Слична ниша постоји и у северном зиду. У јужном зиду наоса (западни део) види се хоризонтална греда у висини осталих греда прве зоне. Ова греда се провлачи кроз прозоре ђаконикона и западног дела јужног зида наоса, и повезана је са осталим гредама те зоне.